# 郭亞棠
郭亞棠（1987年5月20日—），藝名漾漾，擔任許多電玩遊戲主持人，曾在台北城市科技大學修習過表演學分，台北城市科技大學與民視有建教合作，因此進入民視。2014年演出民視八點檔《嫁妝》洪家芬打開知名度，而後逐漸演出多部戲劇。

## 電視劇
| 年份   | 頻道       | 劇名                     | 飾演           | 備註 |
| 2008年 | 中視       | 《光陰的故事》           | 唐語萱         |      |
| 2009年 | 大愛電視台 | 《有你真好》             | 佳親           |      |
| 2011年 | 大愛電視台 | 《微笑面對》             | 阿琴           |      |
| 2011年 | 大愛電視台 | 《幸福的滋味》           | 郭麗喜         |      |
| 2012年 | 大愛電視台 | 《麻豆小鎮》             | 黃亭綾         |      |
| 2013年 | 大愛電視台 | 《快樂總鋪師》           | 二姊           |      |
| 2014年 | 八大綜合台 | 《終極X宿舍》            | 護士           |      |
| 2014年 | 民視       | 《嫁妝》                 | 洪家芬         |      |
| 2018年 | 大愛電視台 | 《智子之心》             | 莊慧瑛         |      |
| 2018年 | 民視       | 《實習醫師鬥格》         | 莊秉貞         |      |
| 2018年 | 民視       | 《大時代》               | 楊秀娟         |      |
| 2018年 | 大愛電視台 | 《幸福 遲到了》          | 曹筱蓓         |      |
| 2019年 | 民視       | 《多情城市》             | 劉加鈺         |      |
| 2022年 | 民視       | 《市井豪門》             | 郭怡珍         |      |
| 2024年 | 三立台灣台 | 《願望》                 | 黃惠心         |      |
| 2024年 | 華視       | 《莒光園地：謙謙君子》   | 輔導長：胡婉玲 |      |
| 2024年 | 華視       | 《莒光園地：神聖的義務》 | 輔導長：胡婉玲 |      |

## 主持作品
- 台視《哈林國民學校》數學篇數字女郎
- 欣傳媒 《單機小妞拍拍走》主持人
- 民視《快樂孩子王》主持人
- 民視《我是省電俠》主持人
- 民視《一起來運動》主持人
- 民視《流行新勢力》外景主持人 [3]
- 衛視中文台 《歡樂幸運星》助理主持人
- 三立電視台 《國光幫幫忙》助理主持人
- 2010年 中視《電玩大牌黨》第二季主持人
- 中天電視台 《無間道不道》助理主持人
- 衛視中文台 《瘋神無雙》常見嘉賓

## 廣告代言
- 《布魯樂谷》
- 《馬拉灣》
- 《康師傅冰紅茶》
- 《冰火香檳-生日篇》
- 《華元波特多》
- 《白蘭氏學進雞精》
- 《肯德基-多拿Q熱狗堡》
- 《娘家滴雞精》
- 《阿強師手打麵-計程車鬧鬼篇》2018年
- 《OVO Z1電視盒》2018年
- 《好綠纖》2019年

## 公益活動
- 公益路跑關懷弱勢 郭亞棠等共襄盛舉 [4]

## 音樂錄影帶
| 年份 | 歌曲                              | 歌手   | 專輯 | 導演 |
| 2011 | 離別雨 （页面存档备份，存于）     | 孫淑媚 | 嘸甘 | DINO |
| 2011 | 辜負你的愛 （页面存档备份，存于） | 孫淑媚 | 嘸甘 | DINO |

## 綜藝節目
| 播出頻道   | 節目名                     |
| 華視       | 天才衝衝衝                 |
| 中視       | 飢餓遊戲                   |
| 緯來綜合   | 來自星星的事               |
| 民視       | 美鳳有約                   |
| 民視       | 舞力全開                   |
| 民視       | 綜藝大集合                 |
| 民視       | 消費高手                   |
| 衛視中文台 | 瘋神無雙                   |
| 民視       | 民視第一發發發             |
| 民視       | 明星許願池(擊敗小劇場片段) |

## 外部連結
- 郭亞棠的Facebook專頁
- 郭亞棠的新浪微博
- 郭亞棠的Instagram帳戶
- .   [2018-07-03]. （原始内容存档于2020-05-05）.